# گریک تیتر
گریک تیتر (انگلیسی: Greek Theatre) یک سالن روباز مخصوص اجرا تئاتر و موسیقی در شهر لس‌آنجلس، کالیفرنیا، آمریکا است.
این مجموعه که در سال ۱۹۳۰ تأسیس شده سبک معماری آن الهام گرفته از تئاتر یونان باستان است و دارای ۵٬۸۷۰ صندلی می‌باشد. از شاخص‌ترین کنسرت‌های برگزار شده در گریک تیتر کنسرت ابراهیم حامدی با نام هنری ابی (EBI) در سال ۱۹۹۶، نیل دایمند در سال ۱۹۷۲، هری بلافونته در سال ۱۹۶۴، بیژن مرتضوی در سال ۱۹۹۴ و شادمهر عقیلی و سیاوش قمیشی در سال ۲۰۱۱ و معین در سال ۲۰۱۷ می‌باشد.